# Ӧ
Ӧ, ӧは、クルド語、アルタイ語、ハカス語、マリ語、ウドムルト語、コミ語、ハンティ語で用いられるキリル文字である。

## 呼称
- アルタイ語:
- クルド語:
- ハカス語:
- マリ語:
- ウドムルト語:
- コミ語:
- ハンティ語:

## 音素
- アルタイ語とハカス語では、円唇前舌半狭母音[ø] = [2]を表す。
- クルド語では、円唇後舌狭母音[u] = [u]を表す。
- マリ語では、円唇前舌半広母音[œ] = [9]を表す。
- コミ語では、シュワー[ə] = [@]を表す。

## Ӧに関わる諸事項
Öとは違う文字である。
コミ語の古ペルム文字では(unicode:U+10369)に対応する。

### 符号位置
| 大文字 | Unicode | JIS X 0213 | 文字参照        | 小文字 | Unicode | JIS X 0213 | 文字参照        | 備考 |
| ------ | ------- | ---------- | --------------- | ------ | ------- | ---------- | --------------- | ---- |
| Ӧ      | U+04E6  | -          | &#x4E6; &#1254; | ӧ      | U+04E7  | -          | &#x4E7; &#1255; |      |